# 拉卡沃 (阿列日省)
拉卡沃（法語：Lacave，法語發音：[lakav]）是法国阿列日省的一个市镇，属于圣日龙区。

## 地理
拉卡沃（43°2'25"N, 0°59'50"E）面积4.5 平方千米，位于法国奧克西塔尼大區阿列日省，该省份为法国西南部内陆省份，西部和北部与上加龙省接壤，东临奥德省，东南至东比利牛斯省接壤，南与安道尔和西班牙接壤。
与拉卡沃接壤的市镇（或旧市镇、城区）包括：萨拉堡、贝查特、普拉邦雷波、卡斯塔涅德。

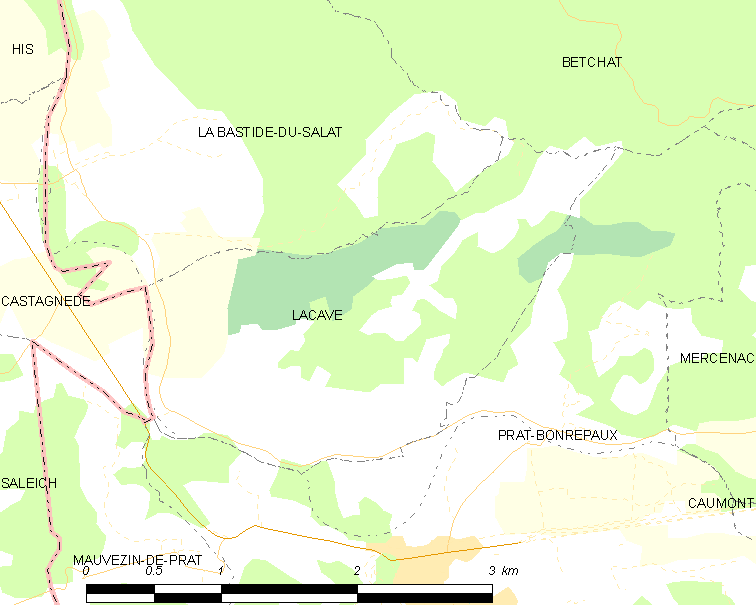
的OSM定位图

拉卡沃的时区为UTC+01:00、UTC+02:00（夏令时）。

## 行政
拉卡沃的邮政编码为09160，INSEE市镇编码为09148。

## 政治
拉卡沃所属的省级选区为库斯朗谷地县。

## 人口

1962-2008年间人口变化图示

拉卡沃于2022年1月1日时的人口数量为116人。